# Sokołowo (rejon zonalny)
Sokołowo (ros. Соколово) – wieś w Rosji, w Kraju Ałtajskim, w rejonie zonalnym. W 2010 liczyła 3181 mieszkańców.